# Division d'Honneur 1948-49
La Primera División de Bélgica 1948/49 fue la 46.ª temporada de la máxima competición futbolística en Bélgica.

## Tabla de posiciones
| Pos | Equipo                         | PJ | PG | PE | PP | GF | GC | Pts | DG  | Notas                    |
| --- | ------------------------------ | -- | -- | -- | -- | -- | -- | --- | --- | ------------------------ |
| 1   | R.S.C. Anderlecht              | 30 | 20 | 1  | 9  | 72 | 45 | 41  | +27 |                          |
| 2   | K Berchem Sport                | 30 | 16 | 6  | 8  | 56 | 38 | 38  | +18 |                          |
| 3   | Standard Liège                 | 30 | 17 | 4  | 9  | 57 | 48 | 38  | +9  |                          |
| 4   | R. Charleroi S.C.              | 30 | 15 | 6  | 9  | 70 | 47 | 36  | +23 |                          |
| 5   | K.R.C. Mechelen                | 30 | 13 | 8  | 9  | 57 | 49 | 34  | +8  |                          |
| 6   | Beerschot                      | 30 | 15 | 3  | 12 | 54 | 46 | 33  | +8  |                          |
| 7   | KV Mechelen                    | 30 | 10 | 12 | 8  | 52 | 52 | 32  | 0   |                          |
| 8   | R.F.C. de Liège                | 30 | 14 | 2  | 14 | 71 | 52 | 30  | +19 |                          |
| 9   | Royal Antwerp FC               | 30 | 10 | 7  | 13 | 47 | 51 | 27  | -14 |                          |
| 10  | Racing Club Bruxelles          | 30 | 10 | 7  | 13 | 56 | 71 | 27  | -15 |                          |
| 11  | KM Lyra                        | 30 | 9  | 8  | 13 | 45 | 67 | 26  | -22 |                          |
| 12  | K.A.A. Gent                    | 30 | 8  | 9  | 13 | 50 | 57 | 25  | -7  |                          |
| 13  | Tilleur FC                     | 30 | 8  | 9  | 13 | 34 | 46 | 25  | -12 |                          |
| 14  | R.O.C. de Charleroi-Marchienne | 30 | 9  | 7  | 14 | 36 | 49 | 25  | -13 |                          |
| 15  | K Boom FC                      | 30 | 7  | 9  | 14 | 40 | 60 | 23  | -20 | Descenso a la Division I |
| 16  | Royale Union Saint-Gilloise    | 30 | 8  | 4  | 18 | 49 | 70 | 20  | -21 | Descenso a la Division I |

PJ = Partidos jugados; PG = Partidos ganados; PE = Partidos empatados; PP = Partidos perdidos; GF = Goles a favor; GC = Goles en contra; Pts = Puntos; DG = Diferencia de goles